# Отяевка
Отяевка — деревня в Кольчугинском районе Владимирской области России, входит в состав городского поселения Кольчугино.

## География
Деревня расположена на берегу Кольчугинского водохранилища (река Пекша) в 3 км на север от райцентра города Кольчугино.

## История
В XIX — начале XX века деревня входила в состав Давыдовской волости Юрьевского уезда, с 1925 года — в составе Кольчугинской волости Александровского уезда.
С 1929 года деревня входила в состав Марьинского сельсовета Кольчугинского района, с 1940 года — в составе Литвиновского сельсовета, с 2005 года — в составе городского поселения Кольчугино.

## Население
| 1859 | 1905 | 1926 | 2002 | 2010 | 2021 |
| ---- | ---- | ---- | ---- | ---- | ---- |
| 98   | ↘53  | ↗95  | ↘76  | ↘55  | ↗79  |

## Инфраструктура
Личное подсобное хозяйство с зоной сельскохозяйственного использования, индивидуальная застройка усадебного типа. В 1859 году в деревне числилось 11 дворов, в 1905 году — 9 дворов, в 1926 году — 16 дворов.
Основа экономики — сельское хозяйство.

## Транспорт
Деревня связана с городом Кольчугино автобусным маршрутом № 7 «Отяевка — улица Максимова».